# برمة عليا
برمة علیا (بالإنجليزية: Parmeh-ye Olya)‏ هي قرية تقع في قسم تشنارود الشمالي الريفي (مقاطعة تشادغان) في إيران. يقدر عدد سكانها بـ 112 نسمة بحسب إحصاء 2016.